# Spinazzola
Spinazzola – miejscowość i gmina we Włoszech, w regionie Apulia, w prowincji Barletta-Andria-Trani.
Według danych na styczeń 2019 gminę zamieszkiwało 6365 osób przy gęstości zaludnienia 34,8 os./1 km².
W miejscowości urodził się Antonio Pignatelli, późniejszy papież Innocenty XII.